# 李若珪
李若珪（1569年—1637年），字昭華，號載心，直隶顺德府南和县圪塔头村人，明朝政治人物。

## 生平
年十八为府学生，受知于和阳朱公。登万历二十二年（1594年）甲午科順天乡试舉人，三十二年（1604年）甲辰科进士，初授行人司行人，三十八年为副使，与正使户科给事中韩光祜捧册封襄府蘭陽王朱翊镐王妃周氏。四十二年考選，由于万历皇帝怠政，历经五年不得授官。四十七年才拟授户科给事中，六月为正使，与中書舍人徐肇台持节册封周府彰德王。改禮科左给事，泰昌元年十月升本科都给事中。天启元年正月以病乞休，二年四月起为兵科都给事中，七月升太常寺少卿，三年九月升大理寺右少卿，五年六月升都察院右佥都御史、提督军务兼撫治郧阳等处地方。七年二月升刑部右侍郎，十一月转左侍郎，十二月以病歸。崇祯十年丁丑卒，年六十九。賜祭葬，赠刑部尚书。。

## 著作
著有《諫草》、《撫郧疏稿》。

## 家族
其先世居山西平陆，始祖李显宗迁居南和。曾祖李甘。祖李春，巩昌府通判；父李宁俭，壽官。母马氏。具慶下。兄若珩，弟若璋。娶劉氏，繼娶巩氏。